# Rogaland
Rogaland je okrug u zapadnoj Norveškoj.

## Zemljopis
Graniči s okruzima Hordaland, Telemark, Aust-Agder i Vest-Agder. Središte okruga je grad Stavanger.

## Stanovništvo
Rogaland je četvrti po broju stanovnika okrug u Norveškoj, prema podacima iz 2008. godine u njemu živi 435.400 stanovnika, dok je gustoća naseljenosti 46,4 stan./km²

## Općine
Rogaland je podjeljen na 26 općine:
| Općine u okrugu Rogaland | Općine u okrugu Rogaland | Općine u okrugu Rogaland |
| --- | --- | ------------------------ |
| Općina i broj stanovnika | |                          |
| 1. Bjerkreim (2.507) 2. Bokn (793) 3. Eigersund (13.594) 4. Finnøy (2.672) 5. Forsand (1.103) 6. Gjesdal (9.621) 7. Hå (15.072) 8. Haugesund (32.303) 9. Hjelmeland (2.707) 10. Karmøy (38.349) 11. Klepp (15.271) 12. Kvitsøy (527) 13. Lund (3.120) | 1. Randaberg (9.501) 2. Rennesøy (3.526) 3. Sandnes (60.507) 4. Sauda (4.732) 5. Sokndal (3.266) 6. Sola (20.666) 7. Stavanger (117.315) 8. Strand (10.654) 9. Suldal (3.874) 10. Time (15.048) 11. Tysvær (9.513) 12. Utsira (214) 13. Vindafjord (8.111) |                          |

## Vanjske poveznice
- Službena stranica Rogaland  Arhivirana inačica izvorne stranice od 17. prosinca 2007. (Wayback Machine)

### Ostali projekti
|  | Zajednički poslužitelj ima još gradiva o temi Rogaland |